# أنتوني فرنانديز
أنتوني فرنانديز (29 أبريل 1982 في الولايات المتحدة - ) (بالإنجليزية: Anthony Fernandez) هو لاعب كرة سلة أمريكي في مركز هجوم صغير الجسم. لعب مع .